# Instituts de perfecció hospitalers
Els instituts de perfecció o ordes hospitalers són comunitats religioses i instituts de perfecció catòlics que tenen com a objectiu principal, guiats per un ideal religiós de servei desinteressat al proïsme, l'atenció a malalts, especialment els que no tenen recursos, i a persones en perill, com necessitats, viatgers, pelegrins, etc. Històricament, es desenvoluparen durant l'edat mitjana per atendre hospicis i hospitals als camins, sobretot a les vies de pelegrinatge, on passaven molts pelegrins sense recursos, i a les ciutats, sobretot aquelles on arribaven gran quantitat de pelegrins: Roma, Jerusalem o Santiago de Compostel·la i altres ciutats en les vies que hi duien.

## Ordes militars hospitalers
El fet que una de les funcions fos la de protegir aquests pelegrins, va fer que els primers instituts d'aquest tipus fossin ordes militars hospitalers, part dels membres dels quals atenien els malalts i necessitats i una altra part, els cavallers, vigilaven els camins i lluitaven contra bandolers o enemics que els posaven en perill.
Així, els primers ordes hospitalers nasqueren a Terra Santa durant les Croades, com a ordes militars: 
- Hospitalers de Sant Joan de Jerusalem, avui Orde de Malta, fundat a Jerusalem en 1084-1100 per al servei a l'hospital de Sant Joan de Jerusalem.
- Hospitalers de Sant Llàtzer, fundat a Jerusalem cap al 1098, per al servei de l'hospital de Sant Llàtzer de la ciutat, on s'atenien els leprosos.
- L'Orde Teutònic, fundat en 1190 a Jerusalem per al servei a l'hospital de Santa Maria dels Teutons, destinats als pelegrins germànics, des d'on s'expandiren per Alemanya, Polònia, etc.

Estesos per altres llocs d'Europa, donaren lloc a establiments similars, tot i que la funció militar perdé protagonisme, com:
- Orde de Sant Jaume d'Altopascio, fundada a la Toscana en 1070-1080
- Els Hospitalers de Sant Antoni, al sud de França en 1095
- Els Hospitalers del Sant Esperit, fundats a Montpeller en 1195 i que es feren càrrec de diferents hospitals, com el de Santo Spirito in Sassia de Roma.

Alguns ordes tingueren una difusió limitada, centrada en el servei a un gran hospital, sovint situat en llocs concorreguts:
- Hospitalers del Gran Sant Bernat, fundats en 1045 a l'hospital del Gran Sant Bernat, a la Via Francigena
- Orde de Santa Cristina de Somport, des del final del segle xi a l'hospital del mateix nom, a la Via Tolosana del Camí de Sant Jaume.
- Orde d'Aubrac, que atenia la Domeria d'Aubrac, a la Via Podiensis del Camí de Sant Jaume, des de 1120
- Orde de Sant Marc de Lleó, a l'Hospital de San Marcos de Lleó entre 1171 i 1180
- Germans Hospitalers de Burgos, fundats a l'Hospital del Rey d'aquesta ciutat, al Camí de Sant Jaume, en 1212

## Ordes de canonges i confraries laiques
Als segles XII-XIII, en diferents estats europeus es fundaren ordes, normalment de canonges regulars, que atenien aquest tipus d'establiments:
- Canonges Regulars de la Santa Creu, a Huy (Flandes), en 1211.
- Cavallers de la Creu amb l'Estrella Roja, a Bohèmia en 1233.
- Crucífers del Cor Vermell, a Cracòvia en 1250
- Germans Alexians, al segle xiv a Flandes.

En algunes ciutats, hi havia confraries laiques que mantenien establiments d'aquest tipus i on els voluntaris laics, amb clergues, ajudaven en l'assistència als malalts, com els Germans de la Misericòrdia de Siena (1240) o les Darderes a Barcelona en 1731, que atenien l'Hospital de la Santa Creu-

## Congregacions i ordes mendicants
A partir del segle xvi, comencen a constituir-se congregacions clericals i ordes mendicants dedicades exclusivament a l'atenció a malalts, amb un cert grau d'especialització, que durant segles mantingueren l'assistència gratuïta als malalts, en absència de sistemes públics de sanitat, que només comencen a donar-se a partir del segle xix.
- Orde Hospitaler de Sant Joan de Déu, fundat a Granada en 1537, estesa per tot Europa i vigent en l'actualitat.
- Orde de Ministres dels Malalts, fundat a Roma en 1584 com a congregació de clergues regulars.
- Els Betlemites, a Guatemala en 1678.

## Ordes i congregacions femenins
En alguns casos, les malaltes dones eren ateses també per dones, que constituïren branques diferenciades dels instituts originals, com les Germanes de l'Esperit Sant o confraries laiques femenines. A partir del segle xvii començaren a fundar-se ordes i congregacions exclusivament femenines que atenien hospitals i establiments similars, com les Filles de la Caritat de Sant Vicenç de Paül, a París en 1633, esteses per tot el món.
Especialment des del segle xix, una gran quantitat de congregacions religioses, sobretot femenines, es dediquen, en tot o en part, a l'atenció a hospitals: les vedrunes, les Germanes de la Caritat de Santa Anna o les Servidores de Jesús del Cottolengo del Pare Alegre o els Germans Missioners dels Malalts Pobres.